# Domaniew
Domaniew [pronunciación en polaco: /dɔˈmaɲɛf/] es un pueblo en el distrito administrativo de Gmina Błaszki, dentro del condado de Sieradz, Voivodato de Łódź, en el centro de Polonia. Se encuentra a unos 5 kilómetros al noreste de Błaszki, 22 kilómetros al noroeste de Sieradz, y 70 kilómetros al oeste de la capital regional Łódź.